# Saint-Martin-de-Queyrières
Saint-Martin-de-Queyrières là một xã của tỉnh Hautes-Alpes, thuộc vùng Provence-Alpes-Côte d’Azur, đông nam nước Pháp.